# Иннсмут
Иннсмут (англ. Innsmouth) — вымышленный город, созданный Говардом Филлипсом Лавкрафтом. Небольшой портовый городок, расположенный на побережье в штате Массачусетс, в округе Эссекс, недалеко от Аркхема (в «Стране Лавкрафта»). Место действия повести «Тень над Иннсмутом» (1931), в которой турист посещает портовый город из-за пугающих легенд об иннсмутцах. 

## Описание
Иннсмут (/ˈɪnzməθ/)  — старинный портовый город в штате Массачусетс, рыбацкое захолустье, которое пользуется дурной славой, поэтому во всём округе о нем принято лишний раз не вспоминать. Иннсмут всегда был сам по себе. От других поселений его отрезают болота и заливы, а суеверных моряков отпугивает зияющий недалеко от берега Риф Дьявола. Некогда это был индустриальный портовый город, в котором процветало судостроение, мореходство и промышленность, но потом он пришел в упадок. Ныне бедный город пребывает в ужасающем состоянии разрушения. Старые дома XVIII-XIX века имеют страшный вид, многие здания гниют и находятся на грани обрушения или уже превратились в труху. Особенно разрушения заметны ближе к береговой линии — гавань занесена песком и огорожена молом. Некогда в городе было несколько мельниц, но теперь ничего не осталось кроме золотоочистительного завода, которым владеет семья Маршей, а в центре города стоит старая, почти сгнившая, гостиница «Джилмен-Хаус». 
Но вопреки всему Иннсмуту удалось сохранить внешнее очарование. Даже среди заброшенных и неухоженных зданий по-прежнему стоят достойные образцы георгианской архитектуры. Безмолвно теснясь вдоль пустынных улиц, они будто служат отражением старинной американской культуры, что безвозвратно изменилась с той поры — всюду, но только не здесь. Наибольший страх у редких гостей Инсмута вызывает не тошнотворная рыбная вонь, не аура запустения и не грозный вид Рифа Дьявола — а местные жители. У большинства из них выражены общие черты — это знаменитый «инсмутский облик»: низкие сплюснутые головы, плоские носы, выпученные глаза. В самом деле, есть в инсмутцах что-то рыбье. После событий 1846 года, когда половина населения города исчезла без следа и здесь не осталось никого, кто бы не посещал тайный Орден Дагона. По слухам, в городе скрывается раса Глубоководных. 
Героя повести «Тень над Иннсмутом» завлек в Иннсмут рассказ бакалейщика в Археме, после чего он приобрел билет на рейс в старинном автобусе, который будто не замечал никто из людей вокруг. Жители соседних городов болтают об Иннсмуте чуть ли не сто лет, и эти слухи включают поклонение Дьяволу, адских существ, колдовские культы, человеческие жертвоприношения и подобное. Когда герой увидел Иннсмут из окна автобуса, то ощутил, будто, попал в Иной мир или город из прошлого, похожий на мрачные меланхоличные картины — таким образом Лавкрафт намекает на магическую природу этого места. 
Лавкрафта так описывает Иннсмут в повести «Тень над Иннсмутом»: 

- Это был тот самый окутанный мрачными тенями подозрения и всеобщей неприязни Иннсмаут.  При его широкой протяженности и плотной застройке город неприятно поражал отсутствием признаков жизни. Над беспорядочно разбросанными трубами почти не виднелось клубов дыма, а три высокие колокольни неясно вырисовывались на линии морского горизонта окоченелыми, бесцветными тенями. На одной из них шпиль был наполовину разрушен, а у другой на месте бывших там некогда часов зияли черные дыры. Обширное пространство занимали беспорядочно разбросанные кровли, а фронтоны и коньки крыш даже издали выглядели насквозь прогнившими; когда же мы подъехали ближе к городу, я увидел, что многие кровли целиком провалились внутрь зданий. Не избежали этой участи и несколько огромных квадратных домов георгианского стиля с куполами и высокими верандами для «вдовьих дорожек». Эти дома отстояли дальше от воды; один или два из них казались еще довольно крепкими. Вглядываясь в просветы меж руинами, я заметил ржавые, заросшие травой рельсы бывшей железной дороги с покосившимися телеграфными столбами, лишенными проводов, и едва заметные колеи старых дорог на Ипсвич и Ровлей.
В наихудшем состоянии были дома вблизи береговой линии, среди которых по контрасту выделялась прекрасно сохранившаяся башня на здании кубической формы, напоминавшем небольшую фабрику. Гавань, давно занесенная песком, была огорожена древним каменным молом; на нем я различил несколько крошечных фигурок рыбаков, а на самом конце мола вырисовывалось что‑то вроде фундамента стоявшего там некогда маяка. Внутри этого рукотворного барьера сформировался песчаный язык, и на нем я увидел несколько дряхлых хижин, деревянных рыбачьих плоскодонок и разбросанные повсюду верши для омаров. Глубоководье вроде бы начиналось за тем местом, где река, огибая башенную конструкцию, разливалась и поворачивала на юг, впадая в океан у конца мола.
Здесь и там виднелись останки причалов, как‑то нерешительно и кособоко удалявшихся от берега; те из них, что находились дальше к югу, почти совсем развалились. А вдали, несмотря на высокий прилив, выступал над водой длинный черный и как будто угрожающий силуэт. Это, как я догадался, и был Риф Дьявола. При взгляде на него у меня возникло ощущение, что риф притягивает, подманивает к себе, каковое чувство накладывалось на первоначальное инстинктивное отвращение к этому месту и едва ли его не пересиливало, отчего в целом становилось еще тревожнее.
По дороге мы никого не встретили, но вскоре за окнами автобуса потянулись заброшенные фермы в разных стадиях разрушения. Затем я приметил несколько обитаемых домов с разбитыми окнами, заткнутыми тряпьем и всяким хламом, и дворами, усеянными ракушками и рыбьими костями.
- И над всем этим зависал всепроникающий, удушающий рыбный запах, какой только можно себе представить.Оригинальный текст (англ.)- I went to the Innsmouth, in that ill-rumoured and evilly shadowed seaport of death and blasphemous abnormality.    

-  It was a town of wide extent and dense construction, yet one with a portentous dearth of visible life. From the tangle of chimney-pots scarcely a wisp of smoke came, and the three tall steeples loomed stark and unpainted against the seaward horizon. One of them was crumbling down at the top, and in that and another there were only black gaping holes where clock-dials should have been. The vast huddle of sagging gambrel roofs and peaked gables conveyed with offensive clearness the idea of wormy decay, and as we approached along the now descending road I could see that many roofs had wholly caved in. There were some large square Georgian houses, too, with hipped roofs, cupolas, and railed “widow’s walks”. These were mostly well back from the water, and one or two seemed to be in moderately sound condition. Stretching inland from among them I saw the rusted, grass-grown line of the abandoned railway, with leaning telegraph-poles now devoid of wires, and the half-obscured lines of the old carriage roads to Rowley and Ipswich.
     The decay was worst close to the waterfront, though in its very midst I could spy the white belfry of a fairly well-preserved brick structure which looked like a small factory. The harbour, long clogged with sand, was enclosed by an ancient stone breakwater; on which I could begin to discern the minute forms of a few seated fishermen, and at whose end were what looked like the foundations of a bygone lighthouse. A sandy tongue had formed inside this barrier, and upon it I saw a few decrepit cabins, moored dories, and scattered lobster-pots. The only deep water seemed to be where the river poured out past the belfried structure and turned southward to join the ocean at the breakwater’s end.
     Here and there the ruins of wharves jutted out from the shore to end in indeterminate rottenness, those farthest south seeming the most decayed. And far out at sea, despite a high tide, I glimpsed a long, black line scarcely rising above the water yet carrying a suggestion of odd latent malignancy. This, I knew, must be Devil Reef. As I looked, a subtle, curious sense of beckoning seemed superadded to the grim repulsion; and oddly enough, I found this overtone more disturbing than the primary impression.
     We met no one on the road, but presently began to pass deserted farms in varying stages of ruin. Then I noticed a few inhabited houses with rags stuffed in the broken windows and shells and dead fish lying about the littered yards. 

- Pervading everything was the most nauseous fishy odour imaginable.

Лавкрафт поместил Иннсмут на побережье графства Эссекс (англ. Essex Country), в штате Массачусетс, к югу от острова Плам и к северу от Мыса Энн. Иннсмут лежит среди болот и вырубленных лесов, и граничит с рекой Мануксет (англ. Manuxet River). Иннсмут соединен дорогами с Ипсвич и Роули; рядом находятся Ньюберипорт, Глочестер, Мартинс-Бич.

## Вдохновение
Иннсмут появляется в рассказе «Селефаис» (1920), где он относится к вымышленной деревне в Англии. Лавкрафт в письмах назвал Иннсмут «значительно искаженной версией Ньюберипорта». Вероятно, Иннсмут также основан на рыбацком городке Флетвуд в Ланкашире, который имеет заметное сходство с описанием деревни. Также Лавкрафт посещал порт в Провиденс.
Иннсмут — собирательный образ из всех опустевших городков США. Название Иннсмут похоже на «гостиница» или «постоялый двор» (англ. Inn) — вокруг таких мест, где путник мог отдохнуть, разрастались тихие деревушки, в которых, по мнению автора, и происходят самые страшные вещи. 
В поздних произведениях Лавкрафт часто будет упоминать родственные связи с иннсмутцами. Август Дерлет и другие писатели часто будут ссылаться на Иннсмут.

## История
Справочник по истории округа Эссекс, что хранится в ньюберипортской библиотеке, сообщает об Иннсмуте немногое. Он был основан в 1643 году. До революции был известен судостроением и являлся центром путей морского промысла в начале XIX века, а затем стал небольшим заводским центром. Гибель моряков в результате кораблекрушений и Англо-американская война 1812—1814 гг. положили конец благополучию Иннсмута, так как прибыльная торговля города с Южными морями пошатнулась. К 1828 году единственные корабли, которые все еще курсировали по этому маршруту, были корабли капитана Обеда Марша. Единственными источниками дохода остались мельницы и торговля рыбой.
В соседних городах ходили слухи, что в 1840 году Марш основал в Иннсмуте культ, известный как Эзотерический Орден Дагона (англ. Esoteric Order of Dagon), распространяющий неизвестную религию, которая вытеснила франко-масонов. Марш перенял культ от Канаков на полинезийских островах, поклоняющихся Глубоководным. Инсмутцы заключил договор с островитянами, которые предлагали золото и рыбу в обмен на брак с жителями города. После рыбная промышленность города пережила большой подъем, а благополучие города резко возросло. Сети рыбаков стали полны рыбы, а также появилось золото, которое приносил Глубоководный народ. Вскоре местное население стало скрещиваться с Глубоководными, а из Рифа Дьявола сделали ритуальное место поклонения. Спустя некоторое время они становились полностью похожи на жителей глубин и уходили в море. 
В 1846 году в Иннсмуте свирепствовала эпидемия загадочной чумы, которая убила большую часть населения, но на самом деле они были убиты в результате конфликта местных жителей с союзом Маршей и Глубоководных. Когда семью Марш и его последователей арестованы власти, то жертвоприношения прекратились, но вскоре Глубоководные отомстили и атаковали горожан. Сразу же возобновилась деятельность культа, увеличилось межродственное скрещивание между населением и уродливыми рыболюдьми. С тех пор Иннсмут избегали в течение многих лет. Глубоководные поселились в море неподалёку от Инсмута, основав подводный город Й’ха-нтлеи. Скалу в устье бухты с характерным названием Риф Дьявола облюбовали для человеческих жертвоприношений. За столетие влияние Глубоководных распространилось на весь город, а население стало целиком состоять из полукровок-рыболюдей. 
Зимой 1927 года федеральные власти начали секретное расследование контрабанды. Правительство пыталось разогнать Орден Дагона, но предпринятые меры не дали никаких результатов. Все жители города ушли под воду, а несогласные были убиты.

## Достопримечательности
- «Джилмен-Хаус» (англ.  Gilman House) — старый отель. Его название можно сравнить с «Домом Джерминов» из рассказа «Артур Джермин».
- Церковь и зал Дагона (англ. Сhurches an’ Order o’ Dagon Hall) — церковь с ее необычным убранством.
- Гора Кингспорт-Хед (англ. Kingsport Head) — огромная одинокая гора, которая видна на горизонте, увенчанная старинным домом, о котором так много говорят легенды.
- Тиара Глубоководных в музее (англ. Deep One Tiara) — реликвия, которая хранится в музее Аркхема.

## Иннсмут в произведениях Лавкрафта
- «Селефаис» (1920)
- «Тень над Иннсмутом» (1931)
- «Тварь на пороге» (1934)
- «Рыбак с Соколиного мыса» (1959)
- «Иннсмутская глина» (1971)

## Иннсмут в произведениях других авторов
Нил Гейман в рассказе «Старая особенность Шоггота» (англ. Shoggoth's Old Peculiar) (1998) разъясняет, что американский Иннсмут был назван в честь старой английской деревни.